# Воля-Кузьневська
Воля-Кузьневська (пол. Wola Kuźniewska) — село в Польщі, у гміні Вельґомлини Радомщанського повіту Лодзинського воєводства.
Населення — 205 осіб (2011).
У 1975-1998 роках село належало до Пйотрковського воєводства.

## Демографія
Демографічна структура станом на 31 березня 2011 року:
|          | Загалом | Допрацездатний вік | Працездатний вік | Постпрацездатний вік |
| -------- | ------- | ------------------ | ---------------- | -------------------- |
| Чоловіки | 107     | 15                 | 74               | 18                   |
| Жінки    | 98      | 18                 | 46               | 34                   |
| Разом    | 205     | 33                 | 120              | 52                   |